# ویلیام سی. ریوس
ویلیام سی. ریوس (به انگلیسی: William C. Rives) سناتور سابق عضو حزب دموکرات ایالات متحده آمریکا بود. وی در سال ۱۸۳۲ تا ۱۸۳۴ و ۱۸۳۶ تا ۱۸۳۹ و ۱۸۴۱ تا ۱۸۴۵ میلادی سناتور ایالت ویرجینیا در سنای ایالات متحده آمریکا بود.